# Kritická situace
Kritická situace byla česká hardcore punková hudební skupina, aktivně vystupující mezi roky 1987 až 1996.

## Historie
Začátky kapely spadají do roku 1987, kdy se dali dohromady dva členové kapely P.S. (Rob, Kratos), kytarista Venca Girsa (Střešovická kramle) a Šimon Budský (STRUP). Až do začátku devadesátých let byla sestava Kritické situace proměnlivá, a na koncertech a demo nahrávkách se podílela řada dalších hudebníků, zejména z komunity okolo restaurace Na Slamníku. Nejvýrazněji se v kapele uchytil Dan "Yahoda", který vystřídal Roberta Vlčka za bicími, a Jarda "Wonid", který zaskakoval u kytary a na demo nahrávkách i u basy. Kapelu v jejích počátcích silně formovaly antimilitaristické ideály, které měly jasnou osobní vazbu ke všem jejím členům. Všem hrozila povinná vojenská služba v ČSLA.
Z kraje devadesátých let došlo k zásadní obměně kapely. Robert Vlček se stal zpěvákem, na kytaru přišel Martin Ženíšek a za bicí usedl Sváťa Čech. Změna sestavy výrazně ovlivnila kvalitu hudebního projevu a přispěla k nejvýraznějším počinům kapely. Hudba byla více propracovaná a texty více osobní, ukazující na to špatné v nás. V roce 1992 natočila Kritická situace své první a poslední řadové album, které vyšlo zhruba o rok později. Ve stejném roce vyjela kapela na první menší turné s německou kapelou Soulstorm (ex Inferno), a poprvé koncertovala i v zahraničí (Bratislava a Vídeň). Rok 1993 byl koncertní vrchol kapely, kdy kromě řady koncertů v Čechách, na Moravě a na Slovensku vyrazila i na evropské turné jako předskokan Four Walls Falling a Shelter. V následujících letech koncertovala kromě českých zemí a na Slovensku také v Polsku a Německu a na pódiích se potkala s kapelami jako Sick of It All, Sense Field, Yuppicide. V roce 1996 vydala svou druhou nahrávku EP Forgiveness a 23. prosince 1996 odehrála svůj poslední koncert ve svém domovském klubu 007 na Strahově.
Necelých sedmnáct let poté (9. listopadu 2013) odehrála vzpomínkový koncert v Lucerna Music Baru. Velký zájem fanoušků přiměl kapelu uspořádat v březnu 2014 ještě dva koncerty na stejném místě.

## Sestava
- Robert Vlček – bicí (1987–1988), zpěv (1988–1996), kytara (1989–1990, 1992–1996)
- Šimon Budský – baskytara (1987–1996)
- Martin Ženíšek – kytara (1991–1996)
- Sváťa Čech – bicí (1991–1993, 1996)
- David "Kratos" Bartoš – zpěv (1987–1990)
- Václav Girsa – kytara (1987–1988)
- Jaroslav "Wonid" Cvach – kytara, baskytara (1988–1990)
- Daniel "Yahoda" Malaniuk – bicí (1989–1990)
- Marek Žežulka – bicí (1993–1995)

### Hosté
- Cyril Křeček – kytara
- Lukáš Doksanský – bicí
- Robert Robowski – kytara

## Diskografie
- Zejtra je nám dvacet (1988) – demo
- Stále na útěku (1989) – demo
- 3 písně na kompilaci Epidemie (1990) – LP, MC
- Kritická situace (1993) – CD, LP, MC
- Forgiveness (1996) – CD-EP, 7' EP, MC
- 1990–1996 (2013) – CD, 2 LP (kompletní studiová diskografie z daného období)
- Do ticha zazní výkřiky... (2019) – CD (nahráno živě během koncertů v Lucerna Music Baru)